# Luno
La anteiglesia de San Pedro de Luno, en euskera Lumo, es una de las poblaciones que conforman el municipio vizcaíno de Guernica y Luno en el País Vasco (España). Se sitúa en la comarca de Busturialdea-Urdaibai, en la reserva de la biosfera de Urdaibai, y tiene una población de 192 habitantes.

## Situación
Limita al norte con Fórua, al este con Ajangiz, al sur con Mujica y al oeste con Rigoitia.

## Historia

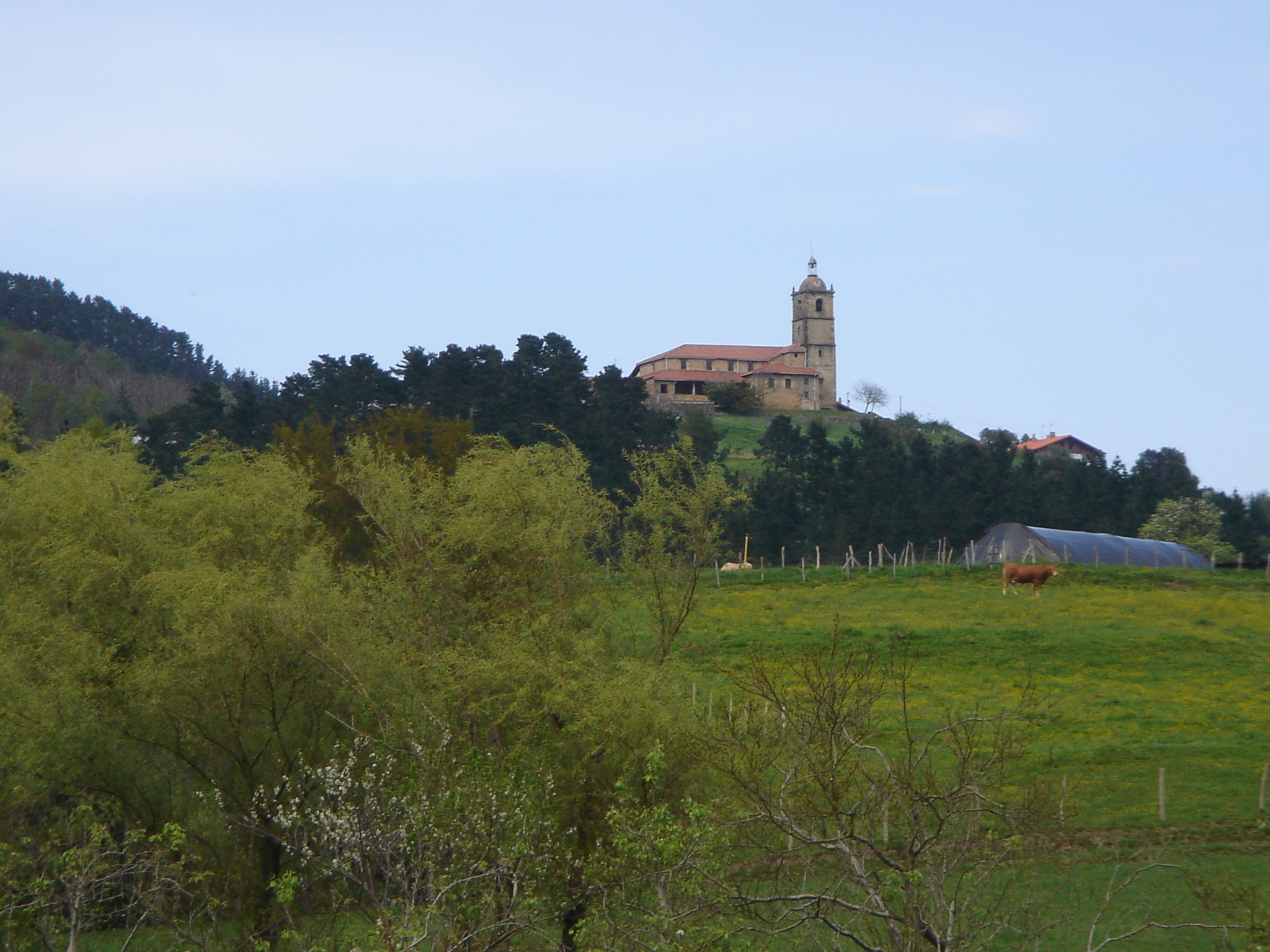
Iglesia de Luno.

La primera mención de la anteiglesia data de 1051 en el cartulario de San Millán de la Cogolla y dice así:

Et ego Garsia nutu Dei pontifex cum consensu 
clericorum meorum simili tenore donatione confirmati-
oneque,promitto et condono praefactu Santa Marie 
canobio illas tertia de  
Udai Balzaga, et de Luno, 
et de gernica, et de Gorritiz en naiuso, 
et de Vermeio, et de MundaKa et Busturi 
assuso, ad intgritate confirmo
donandapar eterna secula, amen

Independiente hasta el 8 de enero de 1882, fecha de su anexión a la villa de Guernica, tenía voz y voto en las Juntas Generales de Vizcaya con el asiento número 6. 
Perteneció a la audiencia territorial de Burgos, y a la diócesis de Calahorra hasta 1851 que paso a la diócesis de Vitoria. 
Los continuos conflictos sobre límites con la vecina villa de Guernica llevaron a la antinatural unión de una villa con una anteiglesia el 8 de enero de 1882, con gran reticencia por parte de la anteiglesia. Como ejemplo el día de la unión el por entonces alcalde de Luno al grito de "Viva la anexión" del alcalde de Guernica respondió con " Vivala...".

## Geografía humana

### Demografía
| Gráfica de evolución demográfica de Luno entre 1842 y 1877 |
| |
| Población de derecho según los censos de población del INE Población de hecho según los censos de población del INEEntre el censo de 1887 y el anterior, este municipio desaparece porque se agrupa en el municipio 48046 (Guernica y Luno) |

## Festividades

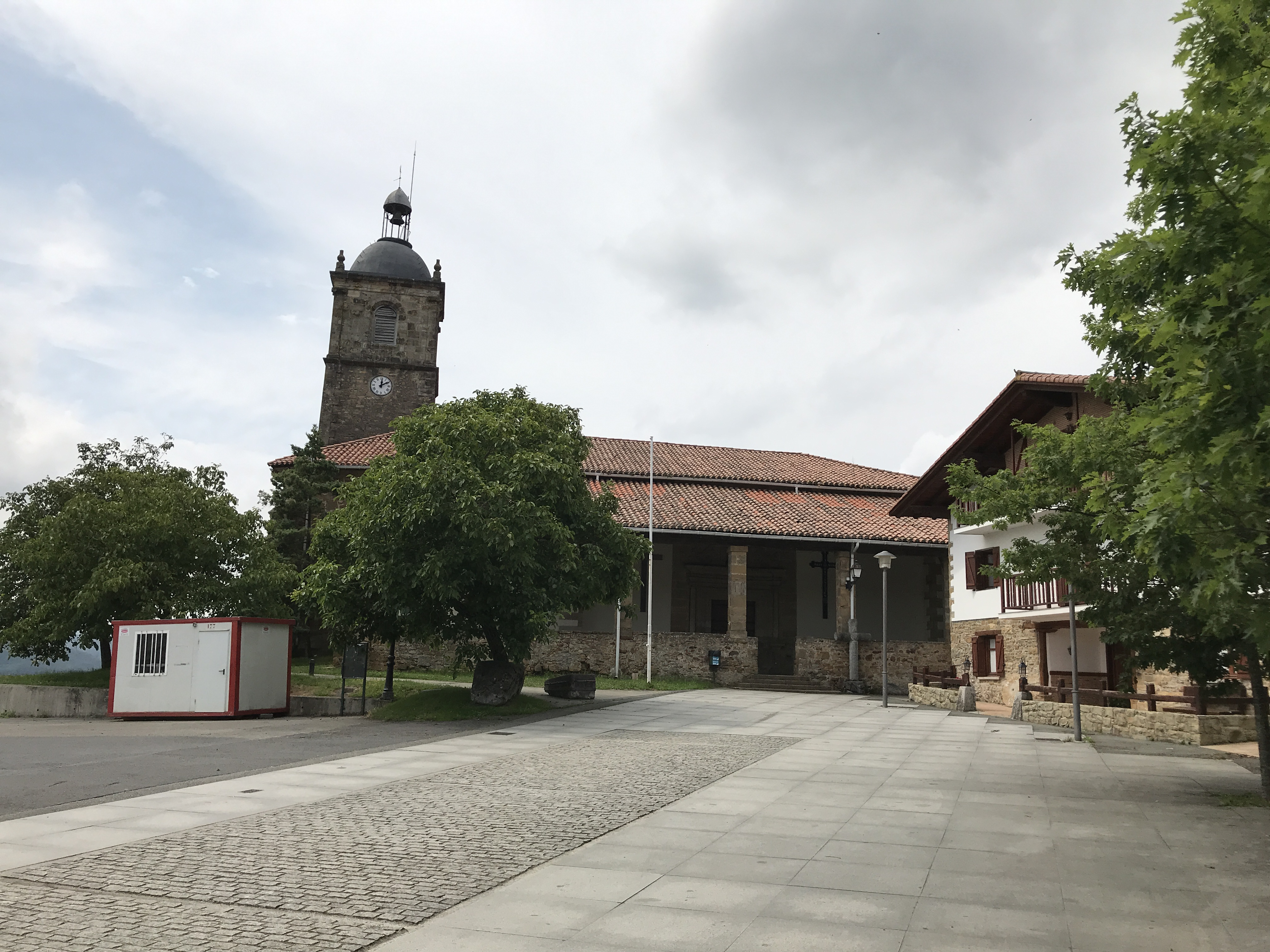
Iglesia de San Pedro y plaza del obispo Betanzos.

- San Pedro 29 de junio
- San Lorenzo 10 agosto